# Chrom(III)-sulfid
Chrom(III)-sulfid ist eine anorganische chemische Verbindung des Chroms aus der Gruppe der Sulfide.

## Gewinnung und Darstellung
Chrom(III)-sulfid kann durch Reaktion eines stöchiometrischen Gemischs von Chrom und Schwefel bei 1000 °C
{\displaystyle \mathrm {2\ Cr+3\ S\longrightarrow Cr_{2}S_{3}} }
oder von Chrom(III)-chlorid oder Chrom(III)-oxid mit Schwefelwasserstoff bei 650 °C gewonnen werden.
{\displaystyle \mathrm {2\ CrCl_{3}+3\ H_{2}S\longrightarrow Cr_{2}S_{3}+6\ HCl} }

## Eigenschaften
Chrom(III)-sulfid ist ein brauner geruchloser Feststoff, der unlöslich in Wasser ist. Er hat eine trigonale Kristallstruktur mit der Raumgruppe P31c (Raumgruppen-Nr. 163). Diese entspricht dem Nickelarsenidtyp, wobei in jeder zweiten Schicht 2/3 geordnete Leerstellen vorhanden sind. Beim Schmelzen der Verbindung zersetzt sich diese unter Schwefelabgabe zu Chrom(II)-sulfid, wobei zwischenzeitlich auch weitere Phasen wie Cr3S4, Cr5S6 und Cr7S8 entstehen. Chrom(III)-sulfid ist beständig gegen nichtoxidierende Säuren, wandelt sich aber mit oxidierenden alkalische Lösungen zu Chrom(VI)-Verbindungen um. Beim Schmelzen von Alkalisulfiden mit Chrom(III)-sulfid bilden sich Thiochromate(III).